# إذاعة سكيكدة
إذاعة سكيكدة هي إذاعة محلية بولاية سكيكدة الجزائرية تبث برامجها باللغة العربية على موجة أف أم 94.80. انطلقت في البث بتاريخ 15 نوفمبر 2003.

## وصلات خارجية
- قائمة الإذاعات المحلية بالجزائر
- الموقع الرسمي لإذاعة سكيكدة
- شبكة الإذاعات الجهوية

قالب:إذاعات جزائرية